# Município de Perry (condado de Shelby, Ohio)
O município de Perry (em inglês: Perry Township) é um município localizado no condado de Shelby no estado estadounidense de Ohio. No ano de 2010 tinha uma população de 1.088 habitantes e uma densidade populacional de 14,96 pessoas por km².

## Geografia
O município de Perry encontra-se localizado nas coordenadas 40° 17′ 51″ N, 84° 04′ 15″ O. Segundo a Departamento do Censo dos Estados Unidos, o município tem uma superfície total de 72.71 km², da qual 72.69 km² correspondem a terra firme e (0.02%) 0.02 km² é água.

## Demografia
Segundo o censo de 2010, tinha 1.088 habitantes residindo no município de Perry. A densidade populacional era de 14,96 hab./km². Dos 1.088 habitantes, o município de Perry estava composto pelo 97.33% brancos, o 0.18% eram afroamericanos, o 0.64% eram amerindios, o 0.83% eram asiáticos, o 0.18% eram insulares do Pacífico, o 0.18% eram de outras raças e o 0.64% pertenciam a duas ou mais raças. Do total da população o 0.74% eram hispanos ou latinos de qualquer raça.